# Каракас
Сантијаго де Леон де Каракас (шп. Santiago de León de Caracas) је највећи и главни град Венецуеле. Налази се у котлини на реци Гуаире.
Број становника у центру (историјски центар града „Либертадор“) достигао је 3 милиона, док у ширем подручју живи 4 до 5 милиона. Каракас се увећава стихијски изградњом бариоса (сиротињских четврти) на брдима око града. 
Каракас је 25. јула 1567. године основао Дијего де Лозада под именом Сантијаго де Леон де Каракас (Santiago de León de Carácas).

## Географија
Град се налази на северу Венецуеле у истоименој уској долини на 760–920 m надморске висине. Од Карипског мора удаљенј је око 10 km ваздушном линијом и планинама Авила висине 2.200 m. Лука и аеродром Каракаса налазе се у насељима на обали мора. Клима овог подручја је тропска са средњом годишњом температуром од 22,5 °C и годишњом количином падавина између 900 и 1300 милиметара.

### Клима
Климатски услови и природна вегетација у обалном појасу чине изузетно сложен образац. Температура се углавном смањује са растућим надморским висинама, а падавина и влажност су високи на падинама који се суочавају са источним путем према превладавајућим ветровима. Одлучујући климатски фактор у долини је елевација. Температуре се крећу од око 7 °C до 33 °C), годишње просечно око 21 °C. Насупрот томе, просјечна температура у Ла Гуаира, на нивоу мора само 16 km, налази се на ниској око 27 °C. Сезонски опсег температуре у Каракасу између просека најхладнијег месеца (јануара) и најтоплијег мјесеца (маја) је пар степени, знатно мање од нормалног дневног опсега. Годишње падавине су око 800 mm. Од маја до новембра постоји изразита кишна сезона, која чини више од четири петине укупних годишњих падавина и садржи топло, влажно време. Насупрот томе, сушна сезона, од децембра до априла, карактеришу чисто небо и пријатно хладне температуре.
Веће планинске падине, поготово на северу, углавном су облачне. Постоји прилично богата вегетација, укључујући остатке шума, која остаје зелена током целе године. Други делови раскошне вегетације чувају се у главним парковима града и његовим разним вртовима, укључујући и Ботаничку башту. Тамо где превладавају неугодне косине, ерозија је озбиљан проблем. Живота птица, која је некада премашила 100 врста у долини, драматично је смањена.
| Показатељ \ Месец                                                                                             | .Јан.        | .Феб.       | .Мар.        | .Апр.        | .Мај.        | .Јун.        | .Јул.         | .Авг.         | .Сеп.         | .Окт.         | .Нов.        | .Дец.       | .Год.          |
| --- | ------------ | ----------- | ------------ | ------------ | ------------ | ------------ | ------------- | ------------- | ------------- | ------------- | ------------ | ----------- | -------------- |
| Апсолутни максимум, °C (°F)                                                                                   | 31,9 (89,4)  | 34,1 (93,4) | 35,3 (95,5)  | 33,5 (92,3)  | 34,4 (93,9)  | 32,8 (91)    | 33,6 (92,5)   | 31,5 (88,7)   | 32,2 (90)     | 31,4 (88,5)   | 31,2 (88,2)  | 30,8 (87,4) | 35,3 (95,5)    |
| Максимум, °C (°F)                                                                                             | 23,3 (73,9)  | 23,6 (74,5) | 24,3 (75,7)  | 25,0 (77)    | 25,8 (78,4)  | 26,0 (78,8)  | 25,5 (77,9)   | 25,8 (78,4)   | 25,5 (77,9)   | 25,2 (77,4)   | 24,6 (76,3)  | 23,8 (74,8) | 24,9 (76,8)    |
| Просек, °C (°F)                                                                                               | 19,6 (67,3)  | 19,7 (67,5) | 20,2 (68,4)  | 21,2 (70,2)  | 22,0 (71,6)  | 22,0 (71,6)  | 21,7 (71,1)   | 21,9 (71,4)   | 21,9 (71,4)   | 21,8 (71,2)   | 21,3 (70,3)  | 20,2 (68,4) | 21,1 (70)      |
| Минимум, °C (°F)                                                                                              | 15,9 (60,6)  | 15,8 (60,4) | 16,0 (60,8)  | 17,5 (63,5)  | 18,2 (64,8)  | 18,1 (64,6)  | 17,9 (64,2)   | 18,1 (64,6)   | 18,3 (64,9)   | 18,4 (65,1)   | 18,0 (64,4)  | 16,5 (61,7) | 17,4 (63,3)    |
| Апсолутни минимум, °C (°F)                                                                                    | 7,1 (44,8)   | 10,9 (51,6) | 11,4 (52,5)  | 12,5 (54,5)  | 13,1 (55,6)  | 14,9 (58,8)  | 14,1 (57,4)   | 14,3 (57,7)   | 15,5 (59,9)   | 13,1 (55,6)   | 11,9 (53,4)  | 10,0 (50)   | 7,1 (44,8)     |
| Количина кише, mm (in)                                                                                        | 15,3 (0,602) | 13,2 (0,52) | 11,4 (0,449) | 59,2 (2,331) | 81,7 (3,217) | 134,1 (5,28) | 118,4 (4,661) | 123,8 (4,874) | 115,4 (4,543) | 126,3 (4,972) | 72,6 (2,858) | 41,4 (1,63) | 912,8 (35,937) |
| Дани са кишом (≥ 1.0 mm)                                                                                      | 6            | 4           | 3            | 7            | 13           | 19           | 19            | 18            | 15            | 15            | 13           | 10          | 142            |
| Релативна влажност, %                                                                                         | 73,7         | 74,2        | 73,0         | 76,3         | 75,4         | 75,1         | 74,1          | 74,0          | 74,9          | 74,7          | 73,7         | 74,7        | 74,5           |
| Сунчани сати — месечни просек                                                                                 | 229,4        | 217,5       | 235,6        | 183,0        | 182,9        | 183,0        | 210,8         | 217,0         | 213,0         | 210,8         | 210,0        | 213,9       | 2.506,9        |
| Извор #1: Instituto Nacional de Meteorología e Hidrología (INAMEH)                                            |              |             |              |              |              |              |               |               |               |               |              |             |                |
| Извор #2: World Meteorological Organization (rainfall data), Hong Kong Observatory (sun only), NOAA(extremes) |              |             |              |              |              |              |               |               |               |               |              |             |                |

## Историја
Колумбо је 1498. био први Европљанин који је стигао до обале код Каракаса. Ту је настала мала колонија европских досељеника коју с ускоро уништили домороци.
Град је настао око 1570: шпански конкистадор Дијего де Лозада је 1567. основао град под именом Сантијаго де Леон де Каракас. Касније је Каракас постао седиште обласног гувернера.
Око 1750. град је доживео процват уследизвоза какаоа.
Тешки земљотреси су уништили Каракас два пута: 1755. делимично и 26. марта 1812. потпуно. У другом земљотресу погинуло је 12.000 људи.
Декларација о независности је проглашена у Каракасу 29. јула 1811, а град је од Шпанаца ослободио Симон Боливар 1814. Рат је трајао до 1821. Од 17. новембра 1831. Каракас је главни град Републике Венецуеле.
Економија нафтом богате Венецуеле се нагло развијала у првој половини 20. века. Каракас је тако постао један од најважнијих економских центара Латинске Америке. Током 50-их, 60-их и 70-их, Каракас је доживео интензивну модернизацију. Тада је подигнут Универзитет Венецуеле. Касније у град пристиже велики број бивших сељака из унутрашњости у потрази за послом у индустрији.
Данас је криминал велики проблем у Каракасу. Године 2006. у њему се догодило 4.160 убистава.

## Становништво
| 1981.     | 1990.     | 2011.     |
| --------- | --------- | --------- |
| 1.816.901 | 1.822.465 | 1.459.448 |

## Привреда
Каракас је финансијски и индустријски центар Венецуеле. Најважније индустријске гране су текстилна, машинска и индустрија прераде коже. Веома важну економску и политичку улогу играју још хемијска, прехрамбена и индустрија прераде нафте (ланац рафинерија Petroleos de Venezuela). У Каракасу је седиште једине берзе у Венецуели (Bolsa de Valores de Caracas). Аутомобилска индустрија ММЦ Аутомориц је један од највећих послодаваца у граду.
Економија Венецуеле скоро искључиво заснива на нафти. Откривена 1914. године, нафта је претворила Венецуелу у једну од најбогатијих земаља Латинске Америке и још увијек чини више од 20% бруто домаћег производа (БДП) земље. Велики нафтни бум дошао је током седамдесетих година 20. века, чиме је земља скоро навечер трансформисала. Иако су главне уљне наслаге лоциране у сливу Маракаибо, Каракас је изузетно користио приходе од нафте; Његова модерна архитектура и њен статус као центар политичке, научне и културне Венецуеле су углавном захваљујући приходу нафте. Каракас је главни пословни центар у земљи, као и центар свих пословних сектора - пољопривреда, нафта, струја - иако већина ресурса долази из различитих дијелова земље. Недавни пренос моћи у највећу нафтну компанију у земљи допринио је економској несигурности нације која производи нафту, а економисти пажљиво прате тржишта, пословни сектор и политичку ситуацију у Каракасу.

### Саобраћај
Каракас има метро који је отворен 1983. Од 1994. у овом систему постоје 3 линије.
Аеродром Каракас се налази северно од Каракаса, на обали близу места Мајкетиа. Са градским центром повезан је ауто-путем који је дуг више од 30 km.

## Партнерски градови
- Њу Орлеанс
- Сан Франциско
- Алжир
- Ел Ајун
- Ла Паз
- Манагва
- Монтевидео
- Сан Салвадор
- Виго
- Екатепек де Морелос
- Сантијаго де Керетаро
- Мелиља[9]
- Авеиро
- Трухиљо
- Мексико Сити
- Минск
- Мадрид[10]
- Техеран
- Рио де Жанеиро
- Лас Палмас де Гран Канарија
- Санта Круз де Тенерифе1[11]
- Санто Доминго
- Кали
- Росарио[12]
- Клуж-Напока
- Округ Хонолулу[13]

## Рођени у Каракасу
- Николас Мадуро (р. 1962), политичар и актуелни председник Венецуеле
- Хуан Алфонсо Батиста (р. 1976), венецуелански режисер
- Ромуло Гаљегос (1884—1969), писац и политичар
- Франсиско де Миранда (1750—1816), револуционар
- Симон Боливар (1783—1830), револуционар